# Gabriela Platas
Gabriela Platas (Naucalpan de Juárez, México, 25 de febrero de 1974) es una actriz mexicana.

## Carrera
Inició su carrera como actriz en 1992 con la película Cambiando el destino, al lado de los integrantes del grupo Magneto y en la telenovela juvenil Mágica juventud. Al finalizar esta, el productor Emilio Larrosa la invita a formar parte de Dos mujeres, un camino. De ahí siguieron telenovelas como Pobre niña rica, La culpa y Huracán, donde interpretó a una adolescente rebelde. También participó en Tres mujeres, Locura de amor, Carita de ángel, Clase 406, Las tontas no van al cielo, Atrévete a soñar, Esperanza del corazón, Miss XV y Por siempre mi amor. En 2015 participó en Antes muerta que Lichita. Formó parte del extinto programa, conducido por Adal Ramones, Otro rollo; también en la segunda temporada del reality Big Brother VIP, junto a Yolanda Andrade, Omar Chaparro y Marintia Escobedo, convirtiéndose en la 5.ª expulsada de la casa más famosa de México.
En 2021 Participó en la telenovela ¿Qué le pasa a mi familia? donde dio vida a Violeta Anaya y compartió créditos con Diana Bracho, Julio Bracho, Paulina Matos, Eva Cedeño Y Mane de la Parra.
En 2023 se une a la producción de Juan Osorio El amor invencible interpreta a Camila Torrenegro una mujer que tiene discapacidad debido a un accidente  y comparte créditos con Angelique Boyer, Danilo Carrera, Daniel Elbittar, Marlene Favela, Leticia Calderón y Guillermo García Cantú.

## Vida personal
Estuvo casada con el locutor Poncho Vera. También estuvo casada con el actor y conductor Francisco de la O.

## Filmografía

### Telenovelas
- Juegos de amor y poder (2025) ....Elena Leal[1]
- El amor invencible (2023).... Camila Torrenegro Aizpuru de Peralta
- ¿Qué le pasa a mi familia? (2020-2021).... Violeta Anaya Escobar de Astudillo[2]
- Juntos el corazón nunca se equivoca (2019) .... Amapola “Polita” Castañeda de Córcega
- Mi marido tiene familia (2017-2019).... Amapola "Polita" Castañeda de Córcega
- Antes muerta que Lichita (2015-2016).... Beatriz Casablanca de De Toledo y Mondragón
- Hasta el fin del mundo (2014-2015).... Rosa Valera #2
- Por siempre mi amor (2013-2014).... Andrea Gutiérrez de Narváez
- Miss XV (2012).... Marina Landeros de D'Acosta
- Esperanza del corazón (2011-2012).... Linda
- Atrévete a soñar (2009-2010).... Marina
- Al diablo con los guapos (2008) .... Bárbara
- Las tontas no van al cielo (2008).... Bárbara
- Clase 406 (2002-2003).... Elisa Camargos
- Carita de ángel (2000-2001).... Soraya
- Locura de amor (2000).... Gisela Castillo
- Tres mujeres (1999-2000).... Carla Fonseca
- Huracán (1997-1998).... Karina Robles
- La culpa (1996).... Blanca
- Pobre niña rica (1995).... Estela Medrano
- Dos mujeres, un camino (1993-1994).... Paola Iliades
- Mágica juventud (1992-1993).... Brenda

### Programas
- Miembros al aire (2019) .... Invitada
- 100 mexicanos dijieron (2019) - Participante
- Noches con platanito (2019) .... Invitada
- Me caigo de risa (2019-presente) .... Ella misma
- Está cañón (2014) .... Invitada
- Todo incluido (2013).... Jackie
- BBVIP2 (2003).... Concursante
- Diseñador de ambos sexos Capítulo 1: La supervivencia del más apto (2001).... Adriana Maza
- Mujer, casos de la vida real (1999-2001) - Tomasa / Teresa
- Otro rollo (2000-2006)